# Nadchloran potasu
Nadchloran potasu, nazwa Stocka: chloran(VII) potasu, KClO
4 – nieorganiczny związek chemiczny z grupy nadchloranów, sól kwasu nadchlorowego i potasu. Jest silnym utleniaczem, lecz słabszym niż sole innych tlenowych kwasów chloru. Z substancjami palnymi tworzy palne mieszaniny, które po zainicjowaniu deflagrują lub wybuchają. Stosowany jest przede wszystkim do produkcji niektórych mieszanin pirotechnicznych, a dawniej także materiałów wybuchowych. Mieszaniny pirotechniczne oparte na tym utleniaczu są bardzo silne, stabilne i wykazują niewielką wrażliwość na bodźce mechaniczne, znacznie mniejszą od mieszanin, w których utleniaczem jest chloran potasu. Związek ten może być wykorzystywany w mieszaninach pirotechnicznych z siarką w przeciwieństwie do chloranu potasu, który stwarza ryzyko samoistnego wybuchu, kiedy pod wpływem kwaśnych tlenków siarki wydzieli się kwas chlorowy. W przypadku spożycia wykazuje działanie szkodliwe, jednak słabsze niż chloran potasu.
Otrzymywany jest w reakcji wymiany NaClO
4 i KCl lub elektrolitycznie.
Znajduje ograniczone zastosowanie w preparatyce chemicznej. Należy do najsłabiej rozpuszczalnych soli potasu (0,75 g/100 ml wody w 0 °C). Jest też stosowany w leczeniu nadczynności tarczycy (prawdopodobnie ze względu na podobny promień jonowy i hydrofilowość do jonu jodkowego I−
, blokuje syntezę hormonów tarczycy).